# Mammillaria zublerae
Mammillaria zublerae ist eine Pflanzenart aus der Gattung Mammillaria in der Familie der Kakteengewächse (Cactaceae). Das Artepitheton ehrt die Schweizer Kakteenkennerin Ruth Zubler aus Breisach in der Nähe von Basel.

## Beschreibung
Mammillaria zublerae wächst meist verzweigend und große Polster ausbildend. Die grünen Triebe sind kugelig bis zylindrisch oder auch keulig geformt. Sie werden 2 bis 5 Zentimeter hoch und 2 bis 4,5 Zentimeter im Durchmesser groß. Die weichfleischigen Warzen sind konisch geformt und führen keinen Milchsaft. Die Axillen sind mit gelblicher Wolle besetzt. Die 5 bis 7 Mitteldornen sind schlank, nadelig, gerade, flaumhaarig und glasig gelb. Sie werden 5 bis 9 Millimeter lang. Die 20 bis 24 fein borstenartigen Randdornen sind gerade oder gebogen. Sie sind weiß mit gelblicher Spitze und werden 4 bis 7 Millimeter lang.
Die reingelben Blüten messen 1,5 Zentimeter in Länge und Durchmesser. Die Früchte sind leuchtend rot. Sie enthalten schwarze Samen.

## Verbreitung, Systematik und Gefährdung
Mammillaria zublerae ist im mexikanischen Bundesstaat Tamaulipas verbreitet.
Die Erstbeschreibung erfolgte 1987 durch Werner Reppenhagen. Nomenklatorische Synonyme sind Mammillaria prolifera subsp. zublerae (Repp.) D.R.Hunt (1997) und Escobariopsis prolifera subsp. zublerae (Repp.) Doweld (2000).
In der Roten Liste gefährdeter Arten der IUCN wird die Art als „Endangered (EN)“, d. h. als stark gefährdet geführt.

## Nachweise